# Lavieu
Lavieu ist eine französische Gemeinde mit 111 Einwohnern (Stand 1. Januar 2022) im Département Loire in der Region Auvergne-Rhône-Alpes. Sie gehört zum Arrondissement Montbrison und zum Gemeindeverband Loire Forez Agglomération.

## Geografie
Die Gemeinde Lavieu liegt etwa 30 Kilometer nordwestlich von Saint-Étienne am Oberlauf des Mare-Nebenflusses Curraize. Das nach Westen hin ansteigende Gelände um Lavieu ist Teil der historischen Provinz Forez, die den Übergang vom Loiretal zum nordwestlichen Zentralmassiv bildet.
Zu Lavieu gehören die Ortsteile
- La Côte im Nordosten,
- Trémolin und
- Beauvoir im Südosten.

Das Dorf Lavieu wurde an der Südseite eines 734 Meter hohen Bergkegels angelegt. Der höchste Punkt in der Gemeinde ist der 769 Meter hohe Gipfel Le Suc südlich des Kernortes.
Umgeben wird Lavieu von den Nachbargemeinden Lézigneux im Norden, Margerie-Chantagret im Osten und Süden sowie Chazelles-sur-Lavieu im Westen.

## Geschichte
Lavieu war im 11. Jahrhundert Sitz einer Châtellenie, eines Kastellans. Dieser unterstand den Grafen von Forez. Die Kastellane bzw. Burgherren etablierten eine Adelsfamilie, das Haus Lavieu. Zu den Resten der Burg gehört ein halb eingestürzter Turm sowie einige Mauerruinen. Die frühesten Aufzeichnungen über diese Burg stammen aus dem Jahr 970. Im Jahr 1828 wurde die Gemeinde Saint-Montagne-en-Lavieu nach Lavieu eingegliedert.

### Bevölkerungsentwicklung
| Jahr      | 1962 | 1968 | 1975 | 1982 | 1990 | 1999 | 2010 | 2018 |
| Einwohner | 114  | 92   | 79   | 71   | 56   | 77   | 95   | 116  |

Mit 111 Einwohnern (Stand 1. Januar 2022) gehört Lavieu zu den kleinsten Gemeinden in der Region Auvergne-Rhône-Alpes. Im Jahr 1866 wurde mit 300 Bewohnern die bisher höchste Einwohnerzahl ermittelt. Die Zahlen basieren auf den Daten von cassini.ehess und INSEE.

## Sehenswürdigkeiten
- Kirche Saint-Jacques-le-Majeur (St. Jakobus der Ältere)
- Ruinen der Burg und einer Kapelle aus dem 11. Jahrhundert

## Wirtschaft und Infrastruktur
In der Gemeinde sind vier Landwirtschaftsbetriebe ansässig (Gewürzpflanzenanbau, Milchwirtschaft, Rinderzucht). Darüber hinaus gibt es einen holzverarbeitenden und kleine Dienstleistungsbetriebe.
Lavieu liegt abseits der überregional wichtigen Verkehrslinien. In der zehn Kilometer entfernten Stadt Montbrison bestehen Anschlüsse an das Fernstraßennetz, u. a. über die Autoroute A 72 (A89-Saint-Étienne). Vom Bahnhof Montbrison fahren Züge nach Saint-Étienne, Lyon und Clermont-Ferrand.

## Belege
1. ↑  gw.geneanet.org/
2. ↑  Lavieu auf cassini.ehess
3. ↑  Lavieu auf INSEE.
4. ↑  Landwirtschaftsbetriebe auf annuaire-mairie.fr (französisch)